# Núria Sendra Marco
Núria Sendra Marco (València, 1972), és una editora valenciana, llicenciada en Econòmiques i empresarials, que pertany a la segona generació d'Edicions del Bullent, amb una àmplia experiència en el món editorial. Filla de Maribel Marco i Gabriel Sendra, creadors d'Edicions del Bullent el 1983, que preocupats per la manca de publicacions infantils en català per als seus fills, la van crear. És experta en literatura infantil i ha participat com a jurat en diversos premis literaris i com a contacontes amb l'espectacle Va de Rondalla d'Enric Valor.
L'any 2010 va formar part de la junta directiva de l'Associació d'Editors del País Valencià.
Ha publicat articles als llibres "Enric Valor, el Valor de les paraules" (AVL, 2010), "Teixir revoltes. El Bloc d'Estudiants Agermanats, 30 anys per la universitat pública, democràtica i valenciana", d'Eduard Ramírez Comeig (Publicacions Universitat de València, 2013), "Nosaltres, les fusterianes" coordinat per Gemma Pasqual i Núria Cadenes (Tres i Quatre, 2017) i també el poema infantil “Cançó de les pirates” inclòs al llibre-disc "El pirata Pataxula en... El tresor del monstre" (Edicions del Bullent,). I és autora del conte en homenatge a Llorenç Giménez, "Somriures amb Llorenç" (Edicions del Bullent, 2022) il·lustrat per Mai Jiménez i amb música i cançons de Ferran Aleixandre.